# 코스타리카의 동성결혼
2020년 5월 26일 대법원 판결로 코스타리카에서 동성결혼이 합법화되었다. 코스타리카는 중앙아메리카에서 동성결혼을 인정하고 행해진 최초의 나라이다.
2018년 8월 8일, 코스타리카 대법원은 동성 혼인을 금지하는 가족법 조항을 위헌으로 선언했으며, 이에 따라 법안을 개정하기 위해 입법 의회에 18개월을 부여했으며, 시행하지 않으면 금지가 자동으로 폐지된다. 이 판결은 2018년 11월 26일 사법 게시판에 게시되어 2020년 5월 26일에 동성결혼이 합법화될 것임을 의미하였다. 이는 2018년 1월 인터아메리칸 인권 재판소에서 판결한 판결로, 미주인권협약 서명국은 동성 결혼을 허용해야한다.